# Hoplès
Dans la mythologie grecque, Hoplès (en grec ancien Ὁπλής / Hoplḗs ou Ὅπλης / Hóplēs) est un des quatre fils d'Ion, roi d'Athènes, et l'ancêtre d'une des tribus de la cité. Il est le père de Méta, la première femme d'Égée.

## Mythes
Hoplès est le fils d'Ion, roi d'Athènes, et le frère de Géléon, d'Égicorès et d'Argadès. D'après Hérodote et Euripide, ils sont les ancêtres éponymes des quatre tribus athéniennes : Hoplès donne son nom à celle des Hoplètes (Ὅπλητες / Hóplētes).
Dans la Bibliothèque du Pseudo-Apollodore, Hoplès est le père de Méta, la première épouse d'Égée, roi d'Athènes,.

## Analyses
Dès l'Antiquité, le lien entre les quatre tribus athéniennes et les quatre fils d'Ion est questionné : les Hoplètes pourraient à l'origine être des guerriers (des hoplites) ou des artisans plutôt que des descendants d'Hoplès.

### Sources antiques
- Pseudo-Apollodore, Bibliothèque [détail des éditions] [lire en ligne], III, 15, 6.
- Euripide, Ion [détail des éditions] [lire en ligne], 1580.
- Hérodote, Histoires [détail des éditions] [lire en ligne], V, 66.